# Баклан плямистий
Баклан плямистий (Leucocarbo onslowi) — вид сулоподібних птахів родини бакланових (Phalacrocoracidae).

## Назва
Вид названо на честь Вільяма Онслоу, губернатора Нової Зеландії у 1889—1892 роках.

## Поширення
Ендемік Чатемських островів (Нова Зеландія). Гніздиться на чотирьох островах — Чатем, Пітт, Раббіт, Стар-Кейс, та на скелях Північно-Східного рифу. Під час перепису, проведеного в 2011 році, було нараховано 355 гніздових пар, що дорівнює 714 зрілим особинам, а загальна чисельність становила близько 1070 птахів.

## Опис
Птах завдовжки 63 см, вагою 1,8–2,4 кг. Самці більші за самиць. Птах має верхню частину чорного кольору. На лопатках є білі плями. Горло, груди та живіт білі. На голові є досить великий гребінь. Над основою дзьоба є червонувато-помаранчеві карункули (шкірні нарости), а основа нижньої щелепи червона. Очі коричневі, навколоочне кільце фіолетове. Дзьоб темно-сірий. Лапи рожеві.

## Спосіб життя
Живиться дрібною рибою і морськими безхребетними. За здобиччю пірнає на глибину до 30 м. Сезон розмноження триває з жовтня по грудень, але колонії в лагуні Те Ванга розмножуються на три місяці раніше за інші колонії. Створює моногамні пари на сезон. Гніздиться на землі на виступах і вершинах крутих скель у колоніях від 10 до сотні птахів. Гнізда будує з болота, водоростів і трави. Відкладає 2—4 яйця. Обоє батьки насиджують яйця.